# سليم غوسي
سليم غوسي هو ممثل هندي، ولد في 10 يناير 1952 بتشيناي في الهند.

## وصلات خارجية
- سليم غوسي على موقع IMDb (الإنجليزية)
- سليم غوسي على موقع قاعدة بيانات الفيلم (الإنجليزية)